# Seeschlacht bei der Mündung des Flusses Nissan
Die Seeschlacht an der Mündung des Nissan in das Kattegat bei Laholm vor der Küste von Halland (heute in Schweden) fand am 9. August 1062 zwischen der Flotte des Königs von Norwegen Harald Hardrade († 1066) und der Flotte des Königs von Dänemark Sven Estridsson († 1076) statt. Sie war eine Etappe in dem jahrelangen Ringen der beiden Könige um die Herrschaft über Dänemark, das auf der willkürlichen Auslegung von Erbansprüchen durch König Harald beruhte. In der Schlacht siegten überraschend die – zahlenmäßig weit unterlegenen – Norweger. Die Annahme Haralds, dass dabei König Sven gefallen und damit der Streit zu seinen Gunsten entschieden sei, erwies sich jedoch als Illusion, da König Sven überlebt hatte und heimlich vom wichtigsten Gefolgsmann Haralds, Jarl Hakon Ivarsson, gerettet worden war. Der Kampf um Dänemark ging daher bis 1064 weiter, wo sich die Könige schließlich einigten, auf gegenseitige Ansprüche zu verzichten und jeweils nur ihr eigenes Land zu regieren.

## Vorgeschichte

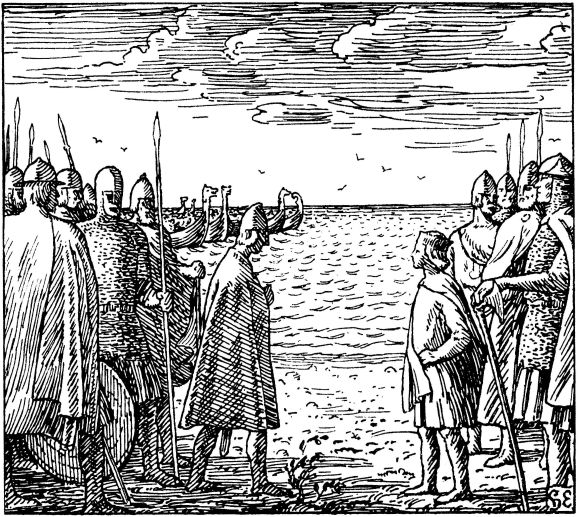
Treffen zwischen König Magnus I. und König Hardaknut, nach H. Egedius

Die Wurzeln des Konfliktes gehen nach der Saga von König Magnus auf eine Erbeinigung zurück, die um 1039 zwischen Hardeknut, König von Dänemark und König von England († 1042), und Magnus I. dem Guten, König von Norwegen († 1047), abgeschlossen worden war, wonach bei erbenlosem Ableben des Einen dem Anderen dessen Ländereien zufallen würden. Zeitgenössische Quellen – etwa die Roskilde-Chronik – enthalten jedoch diesbezüglich keinen Hinweis.
Als König Hardeknut starb, konnte König Magnus jedoch nur das Königreich Dänemark übernehmen, nicht aber England, das an Eduard den Bekenner fiel. König Magnus I. regierte in der Folge über Norwegen und Dänemark, sah sich jedoch in Dänemark mit den Ansprüchen von Sven Estridsson konfrontiert, der Erbansprüche erhob. Dies, da er durch seine Mutter Estrid Svendsdatter – eine Schwester von Knut dem Großen, König des aus Dänemark, Norwegen und England bestehenden Nordseereiches († 1035) – ein Cousin von König Hardeknut war. Darüber hinaus war bereits sein Vater Jarl Ulf Thorgilsson († ermordet 1026) für Knut den Großen 1024 Jarl und Regent von Schweden sowie Ziehvater von Hardaknut. König Magnus I. machte Sven 1042 zum Jarl und Regenten von Dänemark, vertrieb ihn aber 1046 aus Dänemark, nachdem dieser sich den Titel König von Dänemark angemaßt hatte.

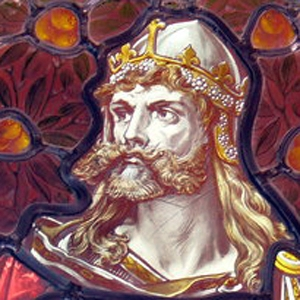
Harald Hardrada, Darstellung auf einem Fenster in der Kathedrale von Kirkwall (Orkney)

Im selben Jahr 1046 kam ein weiterer Prätendent ins Spiel, da Harald III., genannt „Hardrade“, nach jahrelanger Abwesenheit im Dienst der Kaiser des Byzantinischen Reiches als Kommandant der Warägergarde nach Norwegen zurückkehrte. Er war ein Onkel von König Magnus und mit diesem über seine Mutter Asta Gudbrandsdotter verwandt, die in ihrer ersten Ehe König Olav II. Haraldsson, genannt „der Heilige“, – den Vater von Magnus I. – und in zweiter Ehe Harald III. Sigurdsson, genannt „Hardrade“, gebar.
König Magnus arrangierte sich mit seinem Onkel, indem er ihn gegen Überlassung der Hälfte des erbeuteten Goldschatzes zum Mitkönig ernannte und ihm das halbe Königreich Norwegen überließ. Als König Magnus am 25. Oktober 1047 starb, folgte Harald auf ihn als alleiniger König von Norwegen.
Zum Problem wurde die Nachfolge in Dänemark, denn König Magnus I. hatte ihm testamentarisch nur Norwegen, nicht aber Dänemark hinterlassen, das er Sven Estridsson übertrug, der als König von Dänemark nachfolgte. König Harald setzte sich darüber hinweg, da er sich als Universalerbe von König Magnus ansah, und beanspruchte daher auch die Nachfolge im Königreich Dänemark. Verstärkt wurde er in dieser Absicht wohl durch eine persönliche Feindschaft gegen Sven Estridsson. Diese ging auf die Zeit seiner Rückkehr aus Konstantinopel über Russland nach Schweden im Jahr 1046 zurück, wo er sich gegen seinen Neffen König Magnus I. mit dem dort im Exil befindlichen Sven Estridsson verbündet hatte, um Magnus Dänemark zu entreißen. Später kam es jedoch zwischen ihnen zum Streit und sogar zu einem Mordanschlag Svens gegen Harald, was diesen veranlasste, sich mit seinem Neffen König Magnus auszusöhnen.
Bereits unmittelbar nach dem Tod von König Magnus wollte Harald im Herbst 1047 in Dänemark einmarschieren, wurde jedoch von wichtigen mit König Magnus befreundeten Magnaten eingebremst, die darauf bestanden, dass zuerst der tote König ein würdiges Begräbnis erhalten müsse.
In der Folge kam es zu mehrfachen gegenseitigen Überfällen und Scharmützeln zwischen norwegischen und dänischen Streifscharen, worauf der dänische König Harald Hardrade dazu aufforderte, die Frage der Herrschaft über Dänemark im folgenden Sommer durch eine Schlacht an der Grenze der beiden Länder – bei der Mündung des Göta-Flusses – zu entscheiden.
Als König Harald mit seiner Flotte und Ulf am vereinbarten Treffpunkt ankam, erfuhr er, dass Sven im Süden von Dänemark, bei Seeland, geblieben war. Da somit eine Entscheidungsschlacht nicht zu erwarten war, sandte Harald das Aufgebot der Bauern zurück und behielt nur die 150 Schiffe seiner Lehensleute bei sich und unternahm mit diesen Überfälle in Dänemark, wobei er unter anderem 1050 die berühmte Handelsstadt Haithabu niederbrennen ließ.

Lage der Insel Laeso im Kattegat

Harald segelte darauf nach Skagen, zur Nordspitze Dänemarks, wurde aber dort von widrigen Winden aufgehalten und gezwungen, bei der Insel Laeso im nördlichen Kattegat Schutz zu suchen. Als sich am Morgen der Nebel hob, sahen die Norweger, dass sich eine große dänische Flotte näherte. Harald befahl den Aufbruch, worauf eine Wettfahrt zwischen den Flotten begann, bei der die Dänen zunehmend näher kamen, da die norwegischen Schiffe mit Beute schwer beladen waren. Harald befahl daher Ballast, dann Beutestücke und zuletzt dänische Gefangene ins Meer zu werfen, um die Boote zu erleichtern und um die Verfolger abzulenken, wodurch ihm die Flucht gelang.
In der Folge gab es weitere gegenseitige Militärexpeditionen, wobei Harald die Gelegenheit benützte, um sich an Kalf Arnasson, dem Bruder seines Schwiegervaters Thorberg Arnasson, zu rächen, da dieser im Ruf stand, in der Schlacht von Stiklestad dem Halbbruder Haralds, König Olav II. dem Heiligen, den Todesstoß versetzt zu haben. Harald tat dies, indem er Kalf Arnasson ein Vorauskommando übertrug aber mit der Hauptmacht so lange zuwartete, bis diese Truppe geschlagen und Kalf Arnasson getötet war.
Die Folge war, dass dessen Bruder, Finn Arnasson, ein einflussreicher Magnat und Gefolgsmann Haralds, dessen Dienst verließ und zu dessen Feind, König Sven Estridsson, überging, der ihn zum Jarl von Halland machte und mit der Abwehr norwegischer Angriffe betraute.

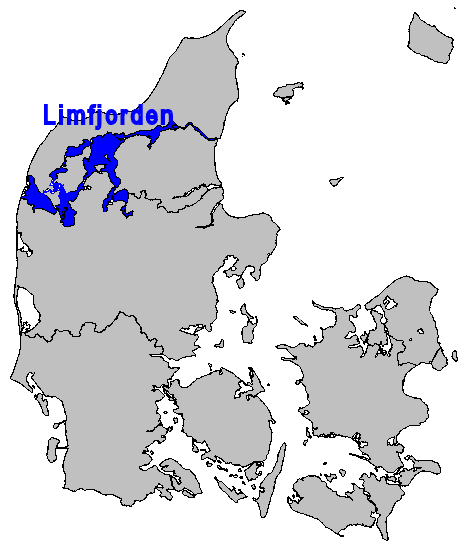
Limfjord in Dänemark

Bei einer anderen Expedition nach Dänemark plünderte Harald mit einer kleinen Flotte erst in Jütland und dann im Limfjord, wurde dort jedoch von König Sven Estridsson mit einer großen Flotte überrascht, die den Ausgang des Fjords blockierte. Der Kampf war aussichtslos, der Fluchtweg blockiert, trotzdem fand Harald Hardrade einen Ausweg. Er fuhr mit seinen Schiffen zu der Stelle des Fjords, wo dieser nur durch eine schmale Landbrücke von der Nordsee getrennt ist. In der Nacht ließ er die Boote von den Besatzungen über die Landenge ziehen und entkam so seinen Verfolgern über das Meer.

## Vorbereitung der Schlacht
Da sich eine entscheidende Konfrontation abzeichnete, gründete König Harald die Stadt Oslo als Stützpunkt für seine Aktionen gegen Dänemark, denn die Lage war günstig, um Überfälle auf dänisches Gebiet zu unternehmen, und es war einfach, die Truppen aus dem umgebenden Land mit Nachschub zu versorgen. Harald ließ sich darüber hinaus in Eyrar ein gewaltiges Langschiff bauen, wie das berühmte Schlachtschiff von König Olav I. Tryggvason († 1000), genannt die „Lange Schlange“, das als das größte und teuerste Schiff gegolten hatte, das je in Norwegen gebaut wurde. Haralds Drachenschiff hatte einen Drachenkopf am Bug und einen Drachenschwanz am Ende und übertraf die 34 Ruderbänke der „Langen Schlange“, indem er auf jeder Seite sogar 35 Ruderbänke einbauen ließ, das Schiff mit größter Sorgfalt einrichten und mit Gold verzieren ließ.
König Harald forderte daraufhin König Sven mit einer Botschaft heraus, sich im nächsten Frühjahr mit seiner Flotte an die Grenze der beiden Länder, zur Mündung des Gota-Flusses, zu begeben, um dort in einer Entscheidungsschlacht zu klären, wer in Norwegen und in Dänemark herrschen sollte. Zugleich erließ Harald im ganzen Land ein Aufgebot, um alle verfügbaren Truppen zu versammeln und ließ unter großer Anteilnahme der Bevölkerung sein neues Drachenschiff im Fluss Nidelva ins Wasser. Dieses Ereignis war so bedeutend, dass der zeitgenössische isländische Skalde und norwegische Hofdichter Thjodolf Arnarsson († 1066 in der Schlacht bei Stamford Bridge) dies in einem Gedicht festhielt, das Eingang in die Saga von König Harald fand:
Das lange Schiffszelt schaffte

Harald nunmehr fort.

Und aufs hohe Bord schauten

Am Sonnabend die Stadtfrauen

Ein neues Schiff steuerte den Nid

Entlang dem Meer zu.

Darauf ein junger König. Und

Die Ruder peitschten die Fluten

…

Viel Leid gibt’s ehe die Mannen

Dem Land wieder zurudern

Aus schwerer See. Siebzig

Bänke kann man da sehen!

Dahin läuft nun über’s Meer

Das Drachenschiff der Wikinger

Und mir kommt es so vor,

als würden Aaare dort schwingen.

### Schlacht an der Mündung des Flusses Nissan

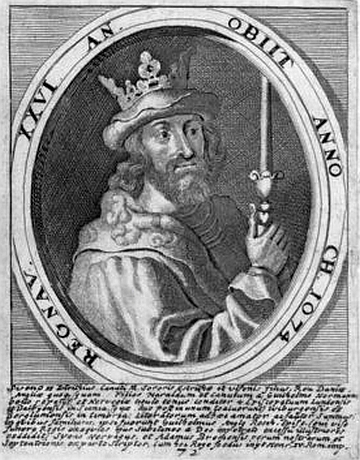
Sven II. Estridsson, König von Dänemark

#### Überraschung
König Harald brach mit seiner Flotte zum vereinbarten Treffpunkt mit den Dänen auf, geriet jedoch in einen schweren Sturm, der die Schiffe zwang, an Schären oder in Fjordmündungen Schutz zu suchen, gelangte aber schließlich wie vereinbart zur Mündung des Flusses Göta-älv im Kattegat.
Als König Harald dort ankam, erfuhr er durch seine Spione, dass König Sven es neuerlich vorgezogen hatte, eine Entscheidungsschlacht zu vermeiden, da er mit seiner Flotte im Süden Dänemarks, in Smaland geblieben war. Harald sandte daher wie gewohnt das Aufgebot der Bauern zurück und behielt nur die etwa 150 Schiffe seiner Lehensleute bei sich, um mit diesen in Dänemark zu plündern. Er tat dies zunächst in Halland (damals in Dänemark, heute in Schweden) und dann im Laholmsfjord, als ihm Späher berichteten, dass König Sven mit seiner ganzen Flotte von 300 Schiffen im Anzug sei. König Harald rief darauf die Männer seiner Flotte zusammen, um die Lage zu besprechen. Manche rieten angesichts der Aussichtslosigkeit eines Kampfes gegen eine derartige Übermacht zur Flucht.
Harald stellte sich dem entgegen und meinte, es sei besser in Ehre zu sterben als auf der Flucht getötet zu werden. Der isländische Skalde und norwegische Hofdichter, Stein Herdisarson, der am Schiff von Marschall Ulf Ospaksson selbst an der Schlacht teilgenommen hatte, hielt dies wie folgt in einem Gedicht fest.
Harald, kühn wie ein Habicht

Sagt ganz laut was er meinte:

„Frohe Hoffnung auf den Frieden,

fand er, wäre längst zuschanden.

Hier soll keiner sich schonen

Oder gar an Flucht denken!

Eher fallen wir, als dass wir weichen!“

Allseits Waffen schaffte man da heran.

#### Schlachtordnung
Auf norwegischer Seite werden als Kommandanten Ulf Ospaksson, der Schwager und Marschall von König Harald, sowie der Jarl Hakon Ivarsson († nach 1065) genannt, der mit König Harald durch seine Frau, Ragnhild Magnusdatter, verschwägert war, da sie eine Tochter von Haralds Neffen, König Magnus I. von Norwegen, war.
Auf dänischer Seite werden der – Überläufer – Jarl Finn Arnasson sowie „sechs Jarle“ – ohne nähere Angabe – als Kommandanten genannt.
Die Flotten brachten sich gegenüber in Stellung, wobei sich die großen Schiffe der Könige jeweils in der Mitte befanden. Dabei wurden das Drachenschiff von König Harald vom Schiff seines Marschalls Ulf Ospaksson und das Schiff des dänischen Königs Sven Ulfsson vom Schiff des norwegischen Dissidenten, Finn Arnasson, flankiert.
Auf beiden Seiten wurden die im Zentrum befindlichen Schiffe aneinandergebunden, um eine tragfähige Plattform für die Kämpfe Mann gegen Mann zu schaffen, während die übrigen Schiffe nach eigenem Ermessen in die Schlacht eingreifen konnten.
Auf norwegischer Seite stand auf einer Flanke die Flotte des Jarl Hakon Ivarsson, während die andere Flanke von den Schiffen der Kämpfer aus dem Tröndelag gehalten wurde.

#### Verlauf der Schlacht
Die Schlacht begann am späten Nachmittag des 9. August 1062 vor der Küste von Halland an der Mündung des Flusses Nissan (heute liegt dort die Stadt Halmstad) und dauerte die ganze Nacht. Die Kämpfe wurden sehr erbittert geführt, wie der Skalde Stein Herdisarson festhielt:
Den Schildschutz ausschaltend

Befahlen die Könige laut zu

Schießen und zu hauen. So

Kam man eng aneinander.

Viele Steine und Pfeile

Flogen da, und vom blanken

Schwert rann das rote Blut.

Bald verblichen Gefallene.
Während die Kämpfer der beiden Flotten im Zentrum miteinander rangen und König Harald mit dem Bogen die dänischen Krieger beschoss, spielte sein mächtigster Gefolgsmann, Jarl Hakon Ivarsson eine entscheidende Rolle, da er von der Flanke aus mit seinem Geschwader dänische Schiffe angriff und deren Besatzung tötete, was dazu führte, dass sich die Dänen dort zurückzogen. Abwechselnd kam er auch den norwegischen Einheiten zu Hilfe, die in Schwierigkeiten geraten waren, und unternahm die ganze Nacht über Angriffe auf dänische Schiffe, wo immer es erforderlich schien, wobei niemand seinem entschlossenen Angriff widerstehen konnte.
Besonders hart wurde im Zentrum auf den zusammengebundenen Schiffen gekämpft, wobei auf beiden Seiten zahlreiche Kämpfer fielen, in die See sprangen, um sich zu retten, oder auf andere Schiffe flüchteten. Gegen Ende der Nacht gelang es jedoch König Harald und seinen Männern, das große Schiff von König Sven zu entern und anschließend im Kampf dessen Besatzung zu töten oder vom Schiff zu vertreiben, da manche versuchten, sich durch einen Sprung in das Meer zu retten.
Arnor Thordarsson, genannt „der Jarls-Skald“, der Skalde der Jarle von Orkney, schrieb darüber folgendes Gedicht:
Nun nicht ganz grundlos sprangst

Du, mutiger Sven, von Bord

Denn hallend schlug hartes Eisen

In Helme deiner Mannen Scharen!

Denn ganz volksleer war, Edler

Dein Eichenschiff, nur Leichen

Sah man! Da musstest du nun

Wortgewandter, wieder einmal fliehen.
Nach dem Kampf blieben die 70 zusammengebundenen Schiffe von König Sven Estridsson über, deren Mannschaft getötet, ertrunken oder vereinzelt auch schwimmend entkommen war. König Harald nahm mit seiner Flotte die Verfolgung der Fliehenden auf, wobei es ihm gelang, den seinerzeit von ihm abgefallenen Jarl Finn Arnesson gefangen zu nehmen, der auf dänischer Seite gegen ihn gekämpft hatte.
Nach kurzer Verfolgung kehrte Harald zum Kampfplatz zurück und suchte das Schiff von König Sven ab, wo man viele Tote und Beute, nicht aber die Leiche von König Sven fand. Er galt daher als gefallen. Harald sorgte sodann dafür, dass die eigenen Gefallenen begraben und die Wunden der Verletzten versorgt wurden. Die gefallenen Dänen ließ er an Land schaffen und veranlasste die lokalen Bauern, sie zu begraben. Dann ließ er die von den dänischen Schiffen eingesammelte Beute verteilen und blieb mit seiner Flotte einige Tage vor Ort.
Haralds Freude über den unerwarteten Sieg gegen die übermächtige dänische Flotte und die Genugtuung, dass er nunmehr, nach dem Tod von König Sven, auch in Dänemark unbestritten herrschen würde, hielten jedoch nicht lange an. Wenige Tage später brachte ein Bote die Meldung, König Sven sei nicht nur am Leben, sondern habe bereits begonnen, in Seeland die überlebenden Kämpfer der Schlacht sowie weitere Truppen um sich zu sammeln.

#### Nach der Schlacht
König Harald Hardrade kehrte darauf enttäuscht mit seiner Flotte nach Norwegen zurück und verbrachte den Winter in Oslo.
Dort war naturgemäß der überraschende Sieg der eigenen Flotte in aller Munde, wobei diskutiert wurde, wer die größte Tapferkeit gezeigt und wer den größten Ruhm errungen hätte, wobei die meisten Jarl Hakon Ivarson als den tapfersten und geschicktesten priesen, was König Harald zu Ohren kam.
Jarl Hakon Ivarsson kehrte seinerseits nach der Schlacht auf seine Besitzungen in der Provinz Oppland zurück und war wegen seiner Erfolge in der Schlacht bei seinen Landsleuten höchst beliebt.

#### Verrat
Immer wieder trafen sich die Veteranen, die unter Jarl Hakon Ivarsson gekämpft hatten, und sprachen über den Verlauf der Schlacht und über die, die sich dabei ausgezeichnet hatten. So auch eines Tages im Frühling 1063, wo einige meinten, es habe neben Jarl Hakon Ivarsson noch andere gegeben, die sich durch besonderen Mut und Tapferkeit ausgezeichnet hätten. Einer in der Runde meinte dazu, dass das wohl richtig sei, dass jedoch keiner zugleich so viel Glück gehabt habe wie Jarl Hakon Ivarsson. Dem stimmten viele zu, da er ja viele dänische Schiffe aufgebracht hatte. Der Mann widersprach jedoch und meinte, sein Glück sei ein anderes gewesen, nämlich König Sven Estridsson von Dänemark in der Schlacht das Leben gerettet zu haben. Seinen ungläubigen Kameraden erzählte er, dass er die Geschichte von dem Mann habe, der König Sven nach der Schlacht im Auftrag von Jarl Hakon in einem Boot an Land in Sicherheit gebracht hatte.
Demnach hätte sich Jarl Hakon Ivarsson mit seinen Schiffen nicht an der Verfolgung der fliehenden Dänen beteiligt, da er wegen der zahlreichen teils leeren und beschädigten Schiffe nicht vorwärts kommen konnte. Da habe sich ein Boot seinem Schiff genähert, auf dem ein großer Mann mit langem Umhang und Hut stand, der den Jarl persönlich sprechen wollte. Diesem gegenüber nannte er sich „Vandrat“ (der Ratlose) und bot ihm sein Leben an, „wenn dieser es ihm schenken wolle“.
Jarl Hakon sah den Fremden näher an, rief dann zwei Männer seines Vertrauens und befahl ihnen, Vandrat mit einem Boot an Land zu einem befreundeten Gutsbesitzer namens Karl zu bringen, der Vandrat Pferde und seinen Sohn als Führer geben solle. Trotz der kreuzenden Schiffe konnte das Boot das Festland erreichen und Vandrat am Gutshof Karls in Sicherheit gebracht werden.
Nun bewahrheitete sich der alte Sprach, dass „ein König viele Ohren hat“, da die Geschichte schon kurz darauf König Harald zu Ohren kam. Dieser brach wütend, noch in derselben Nacht, mit hundert Reitern auf, um Jarl Hakon Ivarsson zu töten. Unterwegs traf einer seiner Begleiter einen Bauern, den er kannte. Er gab ihm Geld und beauftragte ihn, Jarl Hakon zu warnen, da der König ihn wegen der Rettung des dänischen Königs töten wolle. Der Bauer eilte auf Abkürzungen zu Jarl Hakon, der sofort mit seinem Haushalt aufbrach und nicht anhielt, bevor er schwedisches Gebiet erreicht hatte und damit der Verfolgung durch König Harald entkommen war.

### Folgen der Schlacht
Die Erwartung, dass durch diese Schlacht endgültig die Frage nach der Herrschaft in Dänemark geklärt werden würde, erfüllte sich nicht. Das blutige Gefecht an der Mündung des Flusses Nissan war keine Entscheidungsschlacht und der überraschende Erfolg Haralds nur ein Etappensieg, da König Sven wider Erwarten überlebt hatte, der Kampf um die Herrschaft in Dänemark daher unverändert weiterging. Erst 1062 kam es bei einem Treffen am Göta-Älv nach schwierigen Verhandlungen unter dem Druck der Mannschaften, die auf ihre großen durch die gegenseitigen Kriege verursachten Schäden hinwiesen, und durch Vermittlungsbemühungen erfahrener Gefolgsleute zu einer Einigung, die mit feierlichen Eiden und Stellung von Geiseln besiegelt wurde. Demnach wurde der Krieg beendet, wobei jeder der beiden Könige sein Land regieren und auf Ansprüche gegenüber dem anderen verzichten würde.
Als Nebenwirkung der Schlacht geriet der im Zorn aus dem Dienst Haralds ausgeschiedene Jarl Finn Arnasson in die Gefangenschaft Haralds. Trotz Wiedereinsetzung in seine Güter blieb er König Harald gegenüber feindselig, da dieser den Tod seines Bruders Kalf Arnasson herbeigeführt hatte.
Eine andere Nebenwirkung der Schlacht bestand darin, dass König Harald seinen bedeutendsten Gefolgsmann verlor, indem er Jarl Hakon Ivarsson als Verräter ansah und verfolgte, da dieser Haralds Widersacher, König Sven Estridsson von Dänemark nach der Schlacht nicht gefangen nahm, sondern ihm die Flucht ermöglichte, wodurch Harald die Chance verlor, das Königreich Dänemark in seinen Besitz zu bringen.